# 土井雅子
土井 雅子（どい まさこ、1995年6月9日 - ）は、山口県萩市出身の、日本の柔道選手である。階級は63kg級。身長167cm。バスト96cm。握力は右32kg、左34kg。血液型はO型。組み手は右組み。得意技は内股、寝技。

## 経歴
柔道は兄の影響で3歳の時に萩柔友会で始めた。その後、萩柔道スポーツクラブに転籍した。実家は旅館の「萩パール（2021年5月13日の店舗火災により現在は閉業）」を営んでいて、子供の時はよく手伝いをしていた。小学校5年の時には全国小学生学年別柔道大会40kg超級の予選リーグで千葉県の春山仁美に敗れた。6年生の時には45kg超級の準決勝まで進むが春山に敗れて3位だった。
萩東中学へ進むと、2年の時には全国中学校柔道大会57kg級の2回戦で敗れた。3年の時には63kg級に階級を上げるが、3回戦で敗れた。この当時は立ち技主体の選手だったという。寝技に力を入れている阿蘇中央高校に進むと、時には夜中まで稽古する猛練習で寝技を徹底的に鍛えられて得意にしていった。とりわけ1年先輩の梅木真美からは、阿蘇名物の阿蘇返し(三角絞)を教わるなど物心両面で大きな影響を受けた。1年の時には全国高校選手権の団体戦で2位になった。2年の時にはインターハイ個人戦で5位だったが、団体戦では梅木などとともに活躍して優勝した。全国高校選手権では個人戦で5位、団体戦で3位となった。
2014年に環太平洋大学へ進むと、バルセロナオリンピック71㎏級金メダリストである総監督の古賀稔彦や監督の矢野智彦を指導を受けることになった。なお、極端な上がり症だったが、大学入学後にメンタルトレーニングを積んで緊張感を克服して行った。2年の時には全日本ジュニアと学生体重別で3位だったが、アジアジュニアで優勝した。3年の時には学生体重別で3位だったが、体重別団体では梅木などとともに活躍して優勝した。4年の時には主将に選ばれるが、全日本学生優勝大会と体重別団体で2位にとどまった。学生体重別では3年連続3位だった。それまでは3年連続初戦敗退だった講道館杯では決勝まで進むと、コマツの田代未来をGSに入ってから技ありで破ってシニアの全国大会初優勝を飾った。グランドスラム・東京では準々決勝でオランダのユール・フランセンに技ありで敗れると、その後の3位決定戦でもオリンピックチャンピオンであるスロベニアのティナ・トルステニャクに反則負けして5位に終わった。
2018年からはJR東日本の所属となった。実業個人選手権では決勝で自衛隊体育学校の太田晴奈を破って優勝した。11月の講道館杯では決勝で帝京科学大学3年の幸田奈々を技ありで破って優勝した。グランプリ・ハーグでは3位だった。続くグランドスラム・大阪では準決勝でトルステニャクを崩上四方固で破ると、決勝では三井住友海上の鍋倉那美にGSに入ってから反則勝ちしてIJFワールド柔道ツアー初優勝を飾った。2019年2月のグランドスラム・デュッセルドルフでは準決勝でロシアのダリア・ダビドワに小外掛で敗れるも、3位決定戦で世界ジュニアチャンピオンであるオランダのサンネ・フェルメールを横四方固で破って3位になった。4月の体重別では初戦でパーク24の山本杏に技ありで敗れた。7月のグランプリ・ブダペストでは準決勝で寝技の得意な中国の楊俊霞と寝技合戦になるも、GSに入ってから得意の三角からの崩上四方固で破ると、決勝ではブラジルのケトレイン・クアドロスに反則勝ちして優勝した。11月の講道館杯では決勝で鍋倉にGS含めて11分近い戦い末に反則負けして3連覇はならなかった。グランドスラム・大阪では準決勝で田代を巴投げの技ありで破ると、決勝では幸田を横四方固で破って今大会2連覇した。12月のワールドマスターズでは準決勝で世界チャンピオンのクラリス・アグベニューに裏投げの技ありで敗れるも、3位決定戦でトルステニャクを横四方固で破って3位になった。2020年2月のグランドスラム・パリでは準々決勝でトルステニャクに技ありで敗れるも、その後の3位決定戦でスロベニアのアンドレヤ・レシキに反則勝ちして3位だった。11月の講道館杯では準々決勝でパーク24の堀川恵に技ありで敗れて3位だった。2021年4月の体重別では3位だった。2022年2月のグランドスラム・パリでは準決勝まで全て一本勝ちするも、決勝で鍋倉に反則負けして2位だった。2023年4月の体重別では決勝で綜合警備保障の立川桃に反則負けを喫して2位だった。6月の実業団体では優勝した。8月の実業個人選手権でも優勝した。2024年4月の体重別では準決勝で福岡県警の青野南美に反則負けを喫した。6月の実業団体で2連覇した。

## 戦績
- 2007年 -　全国小学生学年別柔道大会　3位　45kg超級
- 2012年 -　全国高校選手権　団体戦　2位
- 2012年 -　インターハイ　個人戦　5位　団体戦　優勝
- 2013年 -　全国高校選手権　個人戦　5位　団体戦　3位
- 2013年 -　インターハイ　個人戦　5位
- 2015年　- 全日本ジュニア　3位
- 2015年 -　アジアジュニア　優勝
- 2015年　- 学生体重別　3位
- 2016年　- 学生体重別　3位
- 2016年　- 体重別団体　優勝
- 2017年　- 優勝大会　2位
- 2017年　- 学生体重別　3位
- 2017年　- 体重別団体　2位
- 2017年　- 講道館杯　優勝
- 2017年 -　グランドスラム・東京　5位
- 2018年 -　ヨーロッパカップ・ツェリェ　優勝
- 2018年 - 実業個人選手権　優勝
- 2018年 -　講道館杯　優勝
- 2018年 -　グランプリ・ハーグ　3位
- 2018年 -　グランドスラム・大阪　優勝
- 2019年 - グランドスラム・デュッセルドルフ　3位
- 2019年 - グランプリ・ブダペスト 優勝
- 2019年 -　講道館杯　2位
- 2019年 -　グランドスラム・大阪　優勝
- 2019年 -　ワールドマスターズ　3位
- 2020年 -　グランドスラム・パリ　3位
- 2020年 -　講道館杯　3位
- 2021年 -　体重別　3位
- 2022年 -　グランドスラム・パリ　2位
- 2022年 -　講道館杯　5位
- 2023年 - 体重別　2位
- 2023年 -　実業団体　優勝
- 2023年 -　実業個人選手権　優勝
- 2023年 -　講道館杯　5位
- 2024年 - 体重別　3位
- 2024年 - 実業団体　優勝

(出典、JudoInside.com)